# Édouard Dhorme

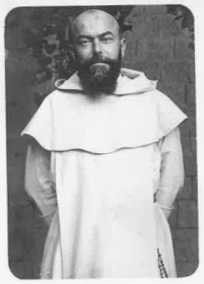
Édouard Dhorme

Édouard Paul Dhorme (* 15. Januar 1881 in Armentières (Nord-Pas-de-Calais); † 19. Januar 1966 in Roquebrune-Cap-Martin) war ein französischer Assyriologe, Semitist und Bibelübersetzer. 
Er trat jung in den Dominikanerorden ein (Ordensname Paul) und erhielt seine Ausbildung an der École biblique in Jerusalem, wo er seit 1904 als Professor lehrte und deren Direktor er seit 1927 war. Seit 1932 lehrte er an der École pratique des hautes études, ab 1945 war er dazu Professor für Assyriologie am Collège de France. 1951 trat er in den Ruhestand.
Eines seiner Hauptwerke behandelt die Religionen von Babylonien und Assyrien. Die französische Übersetzung des Alten Testaments erschien unter seiner Leitung in der prestigeträchtigen Bücherreihe Bibliothèque de la Pléiade bei Gallimard.
Seit 1948 war er ordentliches Mitglied der Académie des Inscriptions et belles-lettres. 

## Werke (Auswahl)
- Choix de textes religieux Assyro-Babyloniens (= Études bibliques). Lecoffre, Paris 1907.
- La religion Assyro-babylonienne. Conférences. 2. Auflage. Lecoffre, Paris 1910.
- Les livres de Samuel (= Études bibliques). Lecoffre, Paris 1910.
- Le livre de Job (= Études bibliques). Lecoffre, Paris 1926 (A Commentary on the Book of Job. Übersetzt von Harold Knight. Vorwort von Francis I. Andersen. Thomas Nelson Publishers, Nashville TN u. a. 1984, ISBN 0-8407-5421-3).
- La Poésie biblique. Introduction à la poésie biblique et 30 chants de circonstance (= Collection de la „Vie chrétienne“. Band 6, ZDB-ID 2214718-4). Grasset, Paris 1931.
- Les Religions de Babylonie et d’Assyrie (= Mana. Abteilung: Les Anciennes religions orientalis. Band 2). Presses Universitaires de France, Paris 1945 (2. Ausgabe. ebenda 1949), (jeweils zusammen mit: René Dussaud: Les religions des Hittites et des Hourrites des Phéniciens et des Syriens.).
- Recueil Edouard Dhorme. Études bibliques et orientales. Imprimerie Nationale, Paris 1951.
- La Bible. Gallimard, Paris 1956 (Dhorme war an der Übersetzung des Alten Testaments beteiligt).